# Mulayam Singh Yadav

Mulayam Singh Yadav (2006)

Mulayam Singh Yadav (Hindi मुलायम सिंह यादव, * 22. November 1939 im Dorf Saifai, Distrikt Etawah, damals United Provinces in Britisch-Indien, heute Uttar Pradesh; † 10. Oktober 2022 in Gurugram) war ein indischer Politiker der Samajwadi Party. Er war dreimal Chief Minister von Uttar Pradesh (1989–91, 1993–95 und 2003–07) sowie indischer Verteidigungsminister von 1996 bis 1998.

## Biografie

### Herkunft, Ausbildung und Familie
Yadav wurde in einem kleinen Dorf in Nordindien geboren. Seine Familie entstammt der in Nordindien zahlreichen und einflussreichen Kaste der Yadav. Nach dem Schulbesuch absolvierte er das örtliche K.K. College in seinem Heimatort Etawah, das A.K. College in Shikohabad und das B.R. College der Universität von Agra. Er erwarb die Abschlüsse eines B.A., B.T., sowie den Titel eines Master of Arts (M.A.) in Politikwissenschaften. Yadav heiratete Malti Devi, mit der er einen Sohn, Akhilesh Yadav (* 1973) hatte. Die Geburt des Kindes war offensichtlich komplikationsbehaftet und Yadavs Frau war seitdem gesundheitlich schwer beeinträchtigt (möglicherweise durch einen hypoxischen Hirnschaden) und verstarb letztlich an den Spätfolgen im Jahr 2003. Später heiratete Mulayam Singh Yadav erneut (der Zeitpunkt der Eheschließung ist der Öffentlichkeit nicht bekannt). Seine zweite Frau Sadhna Yadav brachte aus einer früheren, 1990 geschiedenen Ehe einen Sohn, Prateek Yadav mit in die Ehe.

### Politische Aktivitäten bis 1992
Yadav wurde ab den 1960er Jahren politisch in der Regionalpolitik von Uttar Pradesh aktiv. Er engagierte sich im linken politischen Spektrum und wurde 1967 als Abgeordneter der Samyukta Socialist Party (Vereinigte Sozialistische Partei) im Wahlkreis Jaswantnagar in das Parlament von Uttar Pradesh gewählt. Nach dem Tod des Parteiführers Ram Manohar Lohia 1967 schloss sich Yadav der von Chaudhary Charan Singh, einem Dissidenten der Kongresspartei gegründeten Bharatiya Kranti Dal (BKD, „Indische Revolutionäre Partei“) an. 1974 wurde er für die BKD im selben Wahlkreis erneut ins Parlament von Uttar Pradesh gewählt. Während der Zeit des Ausnahmezustandes in Indien 1975–1977 war er wie viele andere sozialistische Politiker 19 Monate inhaftiert. 1977 wurde er für die neu gegründete Janata Party im Wahlkreis Jaswantnagar in das Parlament von Uttar Pradesh gewählt. In den folgenden Jahrzehnten wurde er mehrfach in das Regionalparlament von Uttar Pradesh wiedergewählt (1985, 1989 und 1991 im Wahlkreis Jaswantnagar, 1993 im Wahlkreis Shikohabad, 1996 im Wahlkreis Sahaswan und 2007 im Wahlkreis Gunnaur). Ab der Parlamentswahl 1996 war er Parlamentsabgeordneter im gesamtindischen Parlament, der Lok Sabha, für die Wahlkreise Mainpuri (1996, 2004 und 2009), Sambhal (1998 und 1999) sowie Azamgarh (2014).
Nach dem Zerfall der Janata Party in den Jahren 1978–79 schloss er sich der Lok Dal (LKD), einer der Nachfolgeparteien an. 1988 vereinigte sich die LKD mit anderen Parteien zur Janata Dal und Yadav wurde regionaler JD-Parteiführer in Uttar Pradesh. Nachdem die JD die Wahl zum Parlament von Uttar Pradesh 1989 gewonnen hatte, wurde Yadav Chief Minister des Bundesstaates. Er amtierte vom 5. Dezember 1989 bis zum 24. Januar 1991. Im Jahr 1990 begann auch die Janata Dal sich in verschiedene Fraktionen und später Parteien („Janata parivar parties“) aufzulösen. Mulayam Yadav schloss sich zunächst der von Chandra Shekhar geführten Samajwadi Janata Party (Rashtriya) an. 1991 gewann er als Chief Minister die Sympathien vieler muslimischer Wähler, als er einen Pilgerzug von radikalen Hindu-Pilgern zur Babri-Moschee in Uttar Pradesh am 30. Oktober 1990 mit massivem Polizeieinsatz beenden ließ.

### Gründung der Samajwadi Party 1992 und weitere Entwicklung
Die Parlamentswahl in Uttar Pradesh 1991 wurde durch die Bharatiya Janata Party (BJP) gewonnen und Yadav verlor seinen Posten als Chief Minister. Im Jahr 1992 gründete Yadav schließlich eine eigene Partei, die Samajwadi Party (etwa: „Sozialistische Partei“), deren Parteivorsitz er danach einnahm. Die Partei verfolgt ein gemäßigt sozialistisches Programm und stützt sich vor allem auf drei Wählergruppen in Uttar Pradesh, die Hindu-Kaste der Yadavs, die sogenannten Other Backward Classes (andere unterprivilegierte Bevölkerungsschichten) und die in Uttar Pradesh zahlenmäßig relativ starken Muslime. Haupt-Rivalin der Samajwadi Party war seit diesen Jahren die Bahujan Samaj Party unter ihrer Parteiführerin Mayawati, die sich vor allem auf das Wählerpotential der Dalits konzentrierte. Nach der Zerstörung der Babri-Moschee in Ayodhya setzte der damalige indische Premierminister Rao die BJP-geführte Regionalregierung von Uttar Pradesh ab und stellte den Bundesstaat unter president’s rule. 1993 folgten Neuwahlen, bei denen Mulayam Yadavs neue Partei 109 von 422 Wahlkreisen gewann und damit zweitstärkste Partei wurde. Yadav amtierte anschließend vom 5. Dezember 1993 bis zum 3. Juni 1995 als Chief Minister einer Minderheitsregierung in Uttar Pradesh, die durch die Kongresspartei und die Janata Dal unterstützt wurde. 1995 zerbrach die Allianz, es kam zu Neuwahlen und Yadav wurde als Chief Minister abgewählt. Seine Nachfolgerin wurde Mayawati.
Nachdem sich bei der gesamtindischen Wahl 1996 keine klaren Mehrheiten ergeben hatte, kam es zur Bildung einer Multiparteienkoalition von verschiedenen Links- und Regionalparteien, der United Front, der sich auch Yadavs Samajwadi Party anschloss. Yadav amtierte unter den beiden Premierministern Deve Gowda und Inder Kumar Gujral vom 1. Juni 1996 bis zum 19. März 1998 als indischer Verteidigungsminister.
Bei der Parlamentswahl in Uttar Pradesh 2003 gewann die Samajwadi Party 143 von 403 Sitzen und Yadav amtierte vom 29. August 2003 bis zum 11. Mai 2007 ein drittes Mal als Chief Minister, nachdem zuvor die Koalition aus Mayawatis Bahujan Samaj Party und der BJP auseinandergebrochen war.

### Familiäre Turbulenzen
Nach der Parlamentswahl 2012 in Uttar Pradesh wurde Yadavs Sohn Akhilesh Yadav Chief Minister von Uttar Pradesh. Kritiker haben auf den großen Einfluss des Yadav-Familienclans in der Samajwadi Party hingewiesen. Diese sei teilweise geradezu ein „Familienunternehmen“. Alle fünf bei der Parlamentswahl 2014 gewählten SP-Abgeordneten gehörten Mulayam Yadavs Familie im weiteren Sinne an.
Insgesamt verlief die indische Parlamentswahl 2014 für die Samajwadi Party außerordentlich enttäuschend. Von den 80 Wahlkreisen Uttar Pradeshs gingen 71 an die BJP. Nach der Wahl kritisierte Mulayam Singh Yadav öffentlich die Politik seines Sohnes. Es kam zu einem zunehmenden Zerwürfnis zwischen Vater und Sohn, das schließlich darin kulminierte, dass Ersterer am 30. Dezember 2016 seinen Sohn, den amtierenden Chief Minister, aus der Samajwadi Party ausschloss. Auch Mulayams Cousin Ramgopal Yadav wurde mit ausgeschlossen. Einen Tag später nahm Mulayam die Parteiausschlüsse jedoch wieder zurück. Daraufhin berief der Sohn am 1. Januar 2017 eine außerordentliche Delegiertenversammlung ein, von der er sich mit großer Mehrheit zum neuen Parteivorsitzenden wählen ließ. Sein Vater, der bisherige Vorsitzende, erhielt ein Ehrenamt als „Oberster Mentor“ der Partei mit weitgehend nur zeremoniellen Befugnissen.

## Korruptionsvorwürfe und -untersuchungen 2007 bis 2013
Am 1. März 2007 eröffnete das Central Bureau of Investigation (CBI) ein offizielles Untersuchungsverfahren gegen Yadav aufgrund des Verdachts der unrechtmäßigen Bereicherung und Korruption im Amt. Yadav wurde beschuldigt, unerklärt große Besitztümer („disproportionate assets“) zu haben und sich insgesamt 100 crore Rupien zwischen 1999 und 2005, im Wesentlichen während seiner Zeit als Chief Minister unrechtmäßig angeeignet zu haben. Yadav wies die Vorwürfe als unzutreffend zurück und warf seinen Gegnern vor, eine politische Schmutzkampagne gegen ihn zu führen. Nach einem längeren Untersuchungsverfahren stellte das CBI im September 2013 das Ermittlungsverfahren wieder ein, nachdem Yadav in den Augen der Ermittler stichhaltige Begründungen für seine Besitztümer hatte liefern können.